# Championnats de France de triathlon en relais mixte 2022
Navigation
2021 2023
Les championnats de France de relais mixte 2022 de la Fédération française de triathlon se tiennent à Fréjus, dans le Var le 15 mai 2022.
Pour cette épreuve, chaque club est autorisé à participer avec une ou plusieurs équipes de quatre participants, composée de deux femmes et de deux hommes. Les équipes doivent s'affronter dans l'ordre suivant : (1 femme/1 homme/1 femme/1 homme). Chaque triathlète doit concourir sur une nage de 300 mètres, une course à vélo de 6 km, une course à pied de 2 km et passer le relais à son coéquipier.

## Palmarès
Metz est sacrée pour la troisième fois champion de France des clubs de relais mixte après 2019 et 2021, trente-huit équipes participent à ces quatrième championnats de France,.
| Rang               | Équipe                                                                    | Temps           |
| ------------------ | ------------------------------------------------------------------------- | --------------- |
| Médaille d'or      | Metz Triathlon                                                            | 1 h 12 min 44 s |
| Médaille d'or      | - Margot Garabedian - Mathis Margirier - Jeanne Lehair - Nathan Guerbeur  | 1 h 12 min 44 s |
| Médaille d'argent  | Issy Triathlon                                                            | 1 h 13 min 16 s |
| Médaille d'argent  | - Anne Holm - Emil Holm - Kate Waugh - Briac Tence                        | 1 h 13 min 16 s |
| Médaille de bronze | Poissy Triathlon                                                          | 1 h 13 min 26 s |
| Médaille de bronze | - Kristelle Congi - Jawad Abdelmoula - Candice Denizot - Aurélien Raphaël | 1 h 13 min 26 s |
| 4                  | - Tri Val de Gray 1 ; - Gauthier - Dietrich - Marchal - Jem               | 1 h 14 min 34 s |
| 5                  | - Valence Triathlon 1 ; - Rust - Willis - Koch - Lombardi                 | 1 h 14 min 49 s |